# Машковцев, Михаил Борисович
Михаи́л Бори́сович Машко́вцев (1 января 1947, Минск — 29 октября 2022, Санкт-Петербург) — российский политический и государственный деятель, губернатор Камчатской области с 2000 по 2007 год.

## Биография
Родился 1 января 1947 года в Минске. Отец, Машковцев Борис Михайлович, умер в 1991 году, мать — Шац Шифра Менделевна.

### Образование и работа
Обучался в Качинском высшем военном авиационном училище лётчиков с 1966 по 1969 год, окончил факультет радиоэлектроники Ленинградского института авиационного приборостроения (ныне — ГУАП) в 1974 году.
Трудовую деятельность начал токарем конструкторско-технологического бюро машин химических волокон в Ленинграде (1965—1969). С 1974 года работал инженером во ВНИИ мощного радиостроения им. Коминтерна (г. Ленинград).
В 1978—1980 — геофизик Полярной геофизической экспедиции, с 1980 по 1986 год — геофизик Северо-Тихоокеанской геологоразведочной экспедиции объединения «Севморгеология». С 1986—1990 — инженер Петропавловск-Камчатского производственного участка Якутского завода по обслуживанию и ремонту вычислительной техники.

### Политическая деятельность
С 1990 по 1991 год — второй секретарь Петропавловского горкома КПСС. В 1990 году был избран депутатом городского Совета, в 1991—1993 гг. — член малого Совета Петропавловск-Камчатского городского Совета. С 1994 по 1995 год — помощник заместителя председателя Государственной Думы Геннадия Селезнёва. В марте 1995 год был избран депутатом, в апреле — председателем Законодательного Собрания Камчатской области. С января 1996 года по должности входил в состав Совета Федерации Федерального Собрания РФ, был заместителем председателя Комитета по науке, культуре, образованию, здравоохранению и экологии.
В 1997 году на очередных выборах представительного органа власти Камчатской области был избран депутатом областного Совета. 17 декабря 2000 года во втором туре губернаторских выборов набрал 46 % голосов избирателей, участвовавших в голосовании, и победил соперника — бывшего первого вице-губернатора Бориса Синченко (42 % голосов). 19 декабря 2004 года был избран губернатором Камчатской области на новый срок.
С 30 марта по 29 сентября 2006 — член президиума Государственного совета Российской Федерации.
В мае 2007 года подал в отставку с поста губернатора (по собственному желанию), 23 мая отставка была принята Президентом РФ. Указом Президента РФ от 4 июня 2007 года был включён в состав консультативной комиссии Государственного совета РФ.
В 2008 году вступил в межрегиональную общественную организацию Коммунисты Петербурга и Ленинградской области.
Секретарь ЦК партии «Коммунисты России» по идеологической работе. На выборах в Государственную думу (2016) входил в федеральную часть партийного списка партии, баллотировался по одномандатному округу № 45. Выдвигался кандидатом в губернаторы Санкт-Петербурга от партии «Коммунисты России» на выборах 2019 года.
Умер 29 октября 2022 года от удушья во время приступа астмы.

### Уголовные дела Машковцева
27 октября 2003 года против Машковцева возбудили уголовное дело по факту превышения должностных полномочий и злоупотребления ими. Было указано, что в 2002 году в период лососёвой путины губернатор отдал приказ о безлимитном вылове рыбы, что нанесло ущерб ресурсам России. В августе 2004 года ему предъявили обвинения, однако он выиграл губернаторские выборы вновь и дело закрыли в 2005 году.

## Семья и увлечения
Жена — Татьяна Машковцева, имели двоих дочерей.
Со своей супругой познакомился ещё в школьные годы. Машковцева была директором 34-й городской школы Петропавловска-Камчатского и преподавала в той же школе английский язык, скончалась летом 2007 года. Дочери Машковцевых Елена и Виктория тоже стали педагогами.

## Награды
- Орден Почёта (11 июня 2007 года) — за большой вклад в социально-экономическое развитие области и многолетнюю добросовестную работу[10].